# Оаржа Сат (Арђеш)
Оаржа Сат (рум. Oarja Sat) насеље је у Румунији у округу Арђеш. Oпштина се налази на надморској висини од 270 m.

## Становништво
Према подацима из 2011. године у насељу је живело 2851 становника.